# Aaron Scheidies
Aaron Scheidies né le 17 janvier 1982 est un triathlète handisport américain, quadruple champion du monde PC d'Ironman 70.3 et quintuple champion du monde de paratriathlon TR6/TP5 (2006, 2009, 2014, 2015 et 2016).

## Palmarès triathlon
Le tableau présente les résultats les plus significatifs (podium) obtenus sur le circuit international de paratriathlon depuis 2006. 
| Année | Paratriathlon                               | Pays        | Position          | Temps           |
| ----- | ------------------------------------------- | ----------- | ----------------- | --------------- |
| 2017  | Championnats du monde de paratriathlon PTVI | Pays-Bas    | Médaille d'argent | 1 h 5 min 33 s  |
| 2016  | Championnats du monde de paratriathlon TP5  | Pays-Bas    | Médaille d'or     | 1 h 6 min 28 s  |
| 2015  | ITU Series TP5 - Étape de Detroit           | États-Unis  | Médaille d'or     | 0 h 55 min 2 s  |
| 2015  | Championnats du monde de paratriathlon TP5  | États-Unis  | Médaille d'or     | 1 h 3 min 16 s  |
| 2014  | ITU Series TP5 - Étape de Magog             | Canada      | Médaille d'or     | 1 h 2 min 45 s  |
| 2014  | ITU Series TP5 - Étape de Chicago           | États-Unis  | Médaille d'or     | 1 h 7 min 3 s   |
| 2014  | Championnats du monde de paratriathlon TP5  | Canada      | Médaille d'or     | 1 h 0 min 58 s  |
| 2013  | ITU Series TR6 - Étape de San Diego         | États-Unis  | Médaille d'or     | 1 h 4 min 1 s   |
| 2013  | ITU Series TR6 - Étape d'Edmonton           | Canada      | Médaille d'or     | 1 h 2 min 47 s  |
| 2013  | Championnats du monde de paratriathlon TR6  | Royaume-Uni | Médaille d'argent | 1 h 4 min 57 s  |
| 2012  | Ironman 70.3 PC - Championnat du monde      | États-Unis  | Médaille d'or     | 4 h 56 min 43 s |
| 2011  | Ironman 70.3 PC - Championnat du monde      | États-Unis  | Médaille d'or     | 4 h 32 min 20 s |
| 2010  | Ironman 70.3 PC - Championnat du monde      | États-Unis  | Médaille d'or     | 4 h 9 min 26 s  |
| 2009  | Championnats du monde de paratriathlon TR6  | Australie   | Médaille d'or     | 2 h 4 min 43 s  |
| 2009  | Ironman 70.3 PC - Championnat du monde      | États-Unis  | Médaille d'or     | 4 h 18 min 58 s |
| 2006  | Championnats du monde de paratriathlon AWAD | Suisse      | Médaille d'or     | 2 h 25 min 20 s |